# Мілагро (експеримент)
Мілагро (ісп. Milagro, диво) — наземний водний черенковський телескоп, розташований у горах Хемез поблизу Лос-Аламоса, штат Нью-Мексико, в обсерваторії Фентон-Гілл. В першу чергу, він був розроблений для виявлення гамма-променів, але також виявив велику кількість космічних променів. Він працював в ТеВ-області спектра на висоті 2530 м.
Частинка космічних променів або космічний гамма-квант високої енергії, що зіштовхуються з атомом у верхніх шарах атмосфери, утворюють каскад частинок, відомий як атмосферна злива. Цей каскад частинок рухається зі швидкістю, близькою до швидкості світла, і, проходячи через атмосферу й воду в експерименті Мілагро, генерує черенковське випромінювання. Фотони черенковського випромінювання реєструються масивом детекторів або фотопомножувачів. Потім дані з реєстраторів можна використовувати для визначення енергії та напрямку руху космічного або гамма-випромінювання. Експеримент Мілагро використовував 700 чутливих детекторів світла, занурених у ставок, а також ще 200 детекторів, розташованих навколо ставка.
Експеримент Мілагро припинив збирати дані у квітні 2008 року після семи років роботи. На зміну йому прийшов наступний експеримент під назвою High Altitude Water Cherenkov Experiment (HAWC), розташований поблизу Великого міліметрового телескопа на вулкані Сьєрра-Негра, Мексика, який має стати в 15 разів чутливішим. У листопаді 2008 року Мілагро опублікував неочікувані результати спостереження анізотропії космічних променів.

## Виноски
1. ↑  Los Alamos building new observatory in the Jemez. LANL Press Release. 5 травня 1997. Процитовано 11 вересня 2010.
2. ↑  Los Alamos Employee Monthly Magazine 'CURRENTS (August 08 Issue). Процитовано 12 грудня 2008.
3. ↑  Space Daily Two Cosmic Ray "hot spots" observed by Milagro Observatory. Процитовано 12 грудня 2008.